# Stare Jabłonki
Stare Jabłonki (anteriormente en alemán: Alt Jablonken) es un pueblo en Polonia, ubicado en el voivodato de Varmia y Masuria, alrededor de 11 km de Ostróda.
En los años 1975-1998, el pueblo perteneció administrativamente al voivodato de Olsztyn.
Las zonas circundantes son atractivas para los turistas y el pueblo en sí es un lugar de veraneo.

## Historia
La mención más antigua conocida de Stare Jabłonki proviene de un documento de 1584, en los documentos se menciona como propiedad principesca. En 1619 Albrecht Finck recibió (junto con el derecho de herencia) de Jan Zygmunt de Lipów 5 włókas según la ley de Magdeburgo en Stare Jabłonki. En los años 1628-1675, las cinco włókas mencionadas pertenecieron a Albrecht Finck, Krzysztof Finck y un burgués de Ostróda, Jerzy Fahrenholz. Jerzy Fahrenholz vendió sus derechos a Krzysztof Rostek (Krzysztof Roch Jabłoński) a cambio de suministrarle alquitrán durante dos años y comprar cerveza y vino.
En 1701 se entregó dos redes de arrastre a Jan Jabłoński y Marek Rostek sin pagar alquiler durante siete años. Durante todo el siglo XVIII vivió en el pueblo la familia Rostek: Jan, Krzysztof y su esposa Anna, de soltera Kierska. A finales del siglo XVIII Krzysztof Rostek vendió 2,5 redes de arrastre a Abraham Dond por mil táleros. En 1820 había 5 casas en el pueblo con 29 habitantes. En 1861 un total de 56 habitantes vivían en las fincas y pueblos, cubriendo 534 acres de tierra.
En 1925 había 240 habitantes en el pueblo. En la década de 1930, los pinos de los bosques circundantes eran muy valorados en la industria aeronáutica alemana y el trabajo de tala era la principal fuente de ingresos para muchos residentes del pueblo. Los árboles de Stare Jabłonki se llamaban «pinos de avión».
En 1938 , como parte de la campaña de germanización, el nombre oficial del pueblo se cambió a Altfinken. El 16 de julio de 1938, en lugar del nombre Alt Jablonken se introdujo el nombre Altfinken. El 12 de noviembre de 1946 al pueblo se le dio el nombre polaco de Stare Jabłonki.
En 1939 había 276 habitantes en el pueblo. A finales de enero de 1945 en Stare Jabłonki, en la zona de Zawady Małe, fueron fusilados 120 prisioneros transportados desde el campo de concentración de Soldau en Dzialdowo.

## Deporte

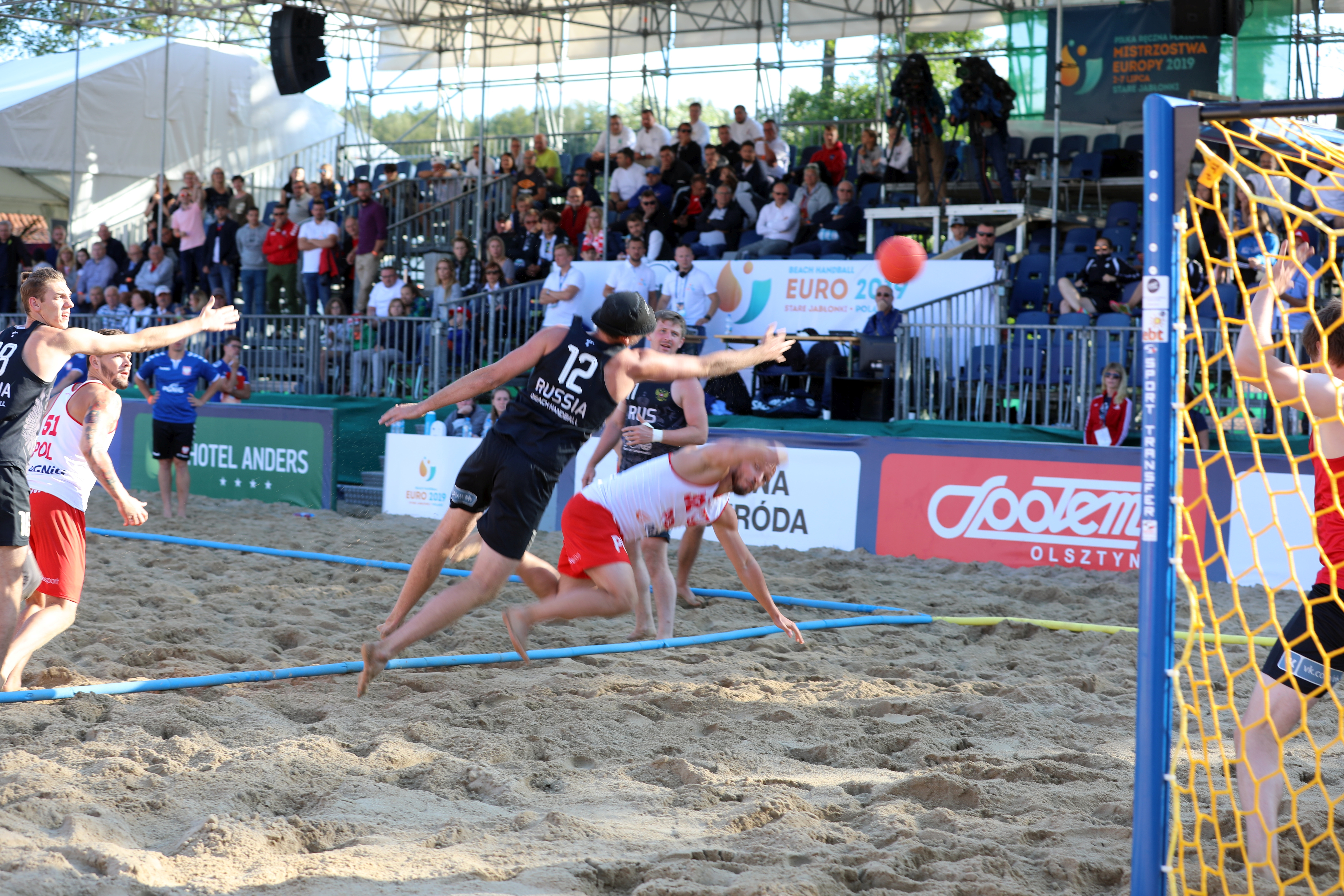
Campeonato Europeo de Balonmano Playa: Semifinales Polonia vs Rusia.

Stare Jabłonki es conocida internacionalmente como sede de torneos internacionales de voleibol de playa. Por lo tanto, el lugar es la sede habitual de un torneo de voleibol de playa del Circuito Mundial de Voleibol de Playa de la Federación Internacional de Voleibol (FIVB). Desde 2004, los jugadores de voleibol playa juegan en el pequeño pueblo. En 2013 tuvo lugar aquí el Campeonato Mundial de Vóley Playa, en 2019 el Campeonato Europeo de Balonmano Playa.